# Matz Sels
Mats Sels (n. 26 februarie 1992, Lint, Flandra, Belgia) este un fotbalist belgian, care joacă pe post de portar la Nottingham Forest în Premier League. Pe plan internațional, are prezențe la națională pentru Belgia U17⁠(d), Belgia U19⁠(d), Belgia U21⁠(d) și Belgia.